# Ingolfiella (Tethydiella) fuscina
Ingolfiella (Tethydiella) fuscina is een vlokreeftensoort uit de familie van de Ingolfiellidae. De wetenschappelijke naam van de soort is voor het eerst geldig gepubliceerd in 1987 door Dojiri & Sieg.